# Oh! (album Girls' Generation)
Oh! è il secondo album studio del gruppo di idol sudcoreano Girls' Generation, pubblicato il 28 gennaio 2010 in Corea del Sud. Il singolo principale dell'album è la title track Oh!.

## Successo commerciale
Al suo primo giorno nei negozi, Oh! ha venduto 30 000 copie. L'album è stato pubblicato in più di ottanta nazioni, inclusi gli Stati Uniti, il Canada, l'Europa, il Giappone e la Cina via iTunes l'8 febbraio 2010. Alla fine Oh ha venduto 197 934 copie, Run Devil Run 136 851 copie. in totale le due versioni dell'album hanno venduto 334 785 copie.

## Tracce
1. Oh! – 3:07
2. Show! Show! Show! – 3:34
3. Sweet Talking Baby (뻔 & Fun) – 3:31
4. Forever (영원히 너와 꿈꾸고 싶다 I Want to Dream With You Forever) – 4:40
5. Be Happy (웃자) – 3:31
6. Boys & Girls (feat. Key degli SHINee) (화성인 바이러스 Martian Virus) – 3:46
7. Jessica & Tiffany – Talk to Me (카라멜 커피 Caramel Coffee) – 3:28
8. Star Star Star (☆★☆) (별별별) – 4:41
9. Stick wit U (무조건 해피엔딩 Unconditional Happy Ending) – 2:49
10. Taeyeon, Jessica, Tiffany, Seohyun & Sunny – Day by Day (좋은 일만 생각하기 Only Thinking About Good Things) – 4:01
11. Gee – 3:20 – Bonus Track
12. Genie (소원을 말해봐 Tell Me Your Wish) – 3:50 – Bonus Track

## Classifiche
| Classifica (2010) | Posizione massima |
| ----------------- | ----------------- |
| Corea del Sud     | 1                 |

## Run Devil Run
L'album è stato ripubblicato il 17 marzo 2010 ed il brano Run Devil Run è stato pubblicato come secondo singolo estratto.

### Tracce
1. Run Devil Run – 3:20
2. Oh! – 3:07
3. Echo – 3:30
4. Star Star Star (☆★☆) (별별별 - Acoustic R&B Version) – 4:29
5. Show! Show! Show! – 3:34
6. Sweet Talking Baby (뻔 & Fun) – 3:31
7. Forever (영원히 너와 꿈꾸고 싶다 I Want to Dream With You Forever) – 4:40
8. Be Happy (웃자) – 3:31
9. Boys & Girls (feat. Key degli SHINee) (화성인 바이러스 Martian Virus) – 3:46
10. Jessica & Tiffany – Talk to Me (카라멜 커피 Caramel Coffee) – 3:28
11. Star Star Star (☆★☆) (별별별) – 4:41
12. Stick wit U (무조건 해피엔딩 Unconditional Happy Ending) – 2:49
13. Taeyeon, Jessica, Tiffany, Seohyun & Sunny – Day by Day (좋은 일만 생각하기 Only Thinking About Good Things) – 4:01
14. Gee – 3:20 – Bonus Track
15. Genie (소원을 말해봐 Tell Me Your Wish) – 3:50 – Bonus Track